# NGC 4566
NGC 4566 é uma galáxia espiral (Sbc) localizada na direcção da constelação de Ursa Major. Possui uma declinação de +54° 13' 14" e uma ascensão recta de 12 horas, 36 minutos e 00,2 segundos.
A galáxia NGC 4566 foi descoberta em 2 de Abril de 1791 por William Herschel.